# Tourmente (affluent de la Dordogne)
Pour les articles homonymes, voir Tourmente.
La Tourmente est un ruisseau français des départements de la Corrèze et du Lot, affluent de la Dordogne.

## Géographie

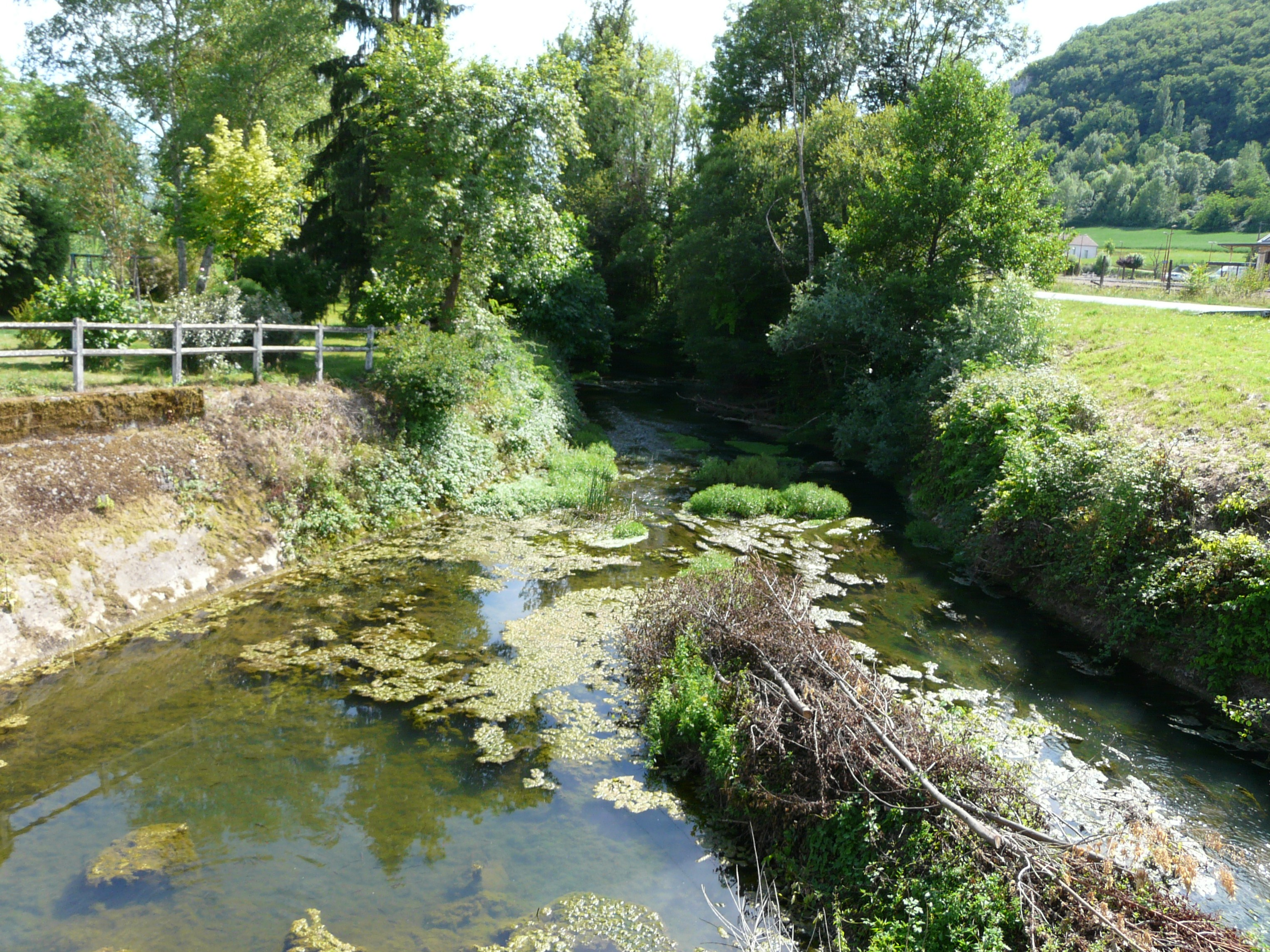
La Tourmente à Saint-Denis-lès-Martel, au pont de la route départementale 803 (l'aval).

La Tourmente prend sa source dans le département de la Corrèze, en région Nouvelle-Aquitaine, vers 370 mètres d'altitude, environ quatre kilomètres au nord du bourg de Turenne, au sud-est du lieu-dit Lagardelle.
Prenant une direction nord-est/sud-ouest, elle est franchie par la route départementale (RD) 162 puis oblique ensuite vers le sud-est, s'écoulant à l'est du bourg de Turenne, passant sous la RD 150, puis à l'est de la gare de Turenne, où elle est passe sous la RD 19. Elle entre alors dans le Lot (région Occitanie). Elle est franchie par la RD 87, contourne par le nord puis l'est le bourg des Quatre-Routes-du-Lot, passant successivement sous les RD 32 et 96. Elle reçoit en rive droite le Vignon et passe sous la RD 720, au nord-ouest du bourg de Condat. Elle passe sous la RD 97 puis la RD 100, juste après avoir reçu sur sa gauche le Lafondiale. À Saint-Denis-lès-Martel, elle passe sous la RD 803, juste à l'est de la gare de Saint-Denis-près-Martel, puis sous la ligne ferroviaire de Saint-Denis à Viescamp et enfin sous celle de Brive-la-Gaillarde à Toulouse-Matabiau via Capdenac. Elle est alors longée par la ligne du chemin de fer touristique du Haut Quercy.
Elle conflue avec un bras de la Dordogne en rive droite, vers 109 mètres d'altitude, moins d'un kilomètre au nord du belvédère de Copeyre, au sud-est du lieu-dit Mirandol, en limites des communes de Martel et Floirac.
Sur plusieurs tronçons, son cours, long de 25,8 km, sert de limite aux communes qu'il arrose, notamment sur plus de 8 km depuis le pont à l'est de Turenne jusqu'aux Quatre-Routes-du-Lot, puis sur 3 km à partir de la RD97 jusqu'au pont Roux, et encore sur 2 km dans sa partie terminale.

### Communes et départements traversés
Le parcours de la Tourmente s'effectue dans les départements de la Corrèze, et du Lot. Il arrose treize communes, soit d'amont vers l'aval, trois en Corrèze : Turenne (source), Jugeals-Nazareth et Ligneyrac, et dix dans le Lot : Sarrazac, Cavagnac, Cazillac, Les Quatre-Routes-du-Lot, Condat, Strenquels, Saint-Michel-de-Bannières, Saint-Denis-lès-Martel, Floirac (confluence) et Martel (confluence).

### Bassin versant
D'après le Sandre et la DREAL Nouvelle-Aquitaine, son bassin versant s'étend sur 178 km2,. La Banque Hydro indique une superficie supérieure, 202 km2, pour le bassin versant au niveau de l'ancienne station hydrologique de Saint-Denis-lès-Martel.
Il est constitué à 68,54 % de « territoires agricoles », à 30,32 % de « forêts et milieux semi-naturels » et à 1,52 % de « territoires artificialisés ».

## Affluents

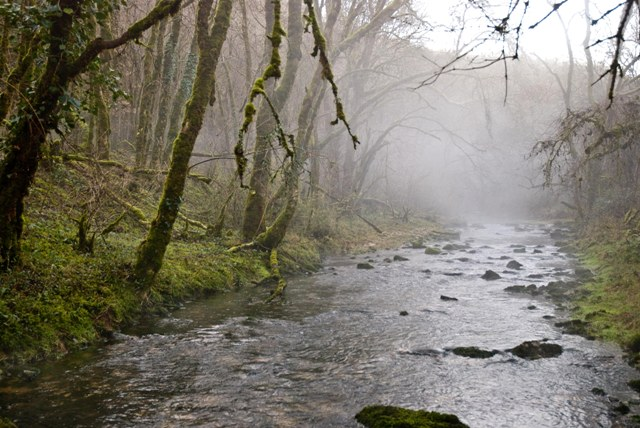
Le Vignon à Martel, à proximité de sa source.

Parmi les quatorze affluents de la Tourmente répertoriés par le Sandre, les deux principaux sont : 
- le Vignon (rd[note 1]), long de 8,2 km[5],
- le Lafondiale, ou Lafondial, (rg), qui, bien que long de seulement 2,6 km[6], a un affluent, le ruisseau de Meyssac, long de 10,4 km[7]. D'après la directive-cadre sur l'eau concernant la Tourmente, le ruisseau de Meyssac serait un affluent direct de celle-ci, long de 12 km[2].

D'après le Sandre, le ruisseau de Meyssac est un sous-affluent de la Tourmente et il comporte lui-même un sous-affluent sans nom. 

### Rang de Strahler
De ce fait, la Tourmente à un rang de Strahler égal à cinq (quatre seulement si on se réfère à la directive-cadre).

## Hydrologie

### La Tourmente à Saint-Denis-lès-Martel
Le débit de la Tourmente a été observé sur une période de 34 ans (1971-2005), à la station hydrologique de Saint-Denis-lès-Martel. Le bassin versant de la rivière y est de 202 km2, valeur supérieure à celles fournies par le Sandre et la directive-cadre sur l'eau (178 km2,).
Sur cette période, le module de la Tourmente à cette station est de 2,11 m3/s.
La Tourmente présente des fluctuations saisonnières de débit très importantes, avec des crues d'hiver-printemps portant le débit mensuel moyen entre 2,16 et 3,97 m3/s, de novembre à mai inclus (avec un maximum en février), et des basses eaux d'été de juillet à septembre, avec une baisse du débit moyen mensuel jusqu'au niveau de 0,363 m3/s au mois d'août. Cependant ces chiffres ne sont que des moyennes et les fluctuations de débit peuvent être plus importantes selon les années et sur des périodes plus courtes.

### Étiage ou basses eaux
À l'étiage le VCN3 peut chuter de façon sévère jusque 0,036 m3/s, en cas de période quinquennale sèche, soit 36 litres par seconde.

### Crues
Les crues peuvent s'avérer importantes. Les quantités journalières maximales, QJX 2 et QJX 5 valent respectivement 23 et 32 m3/s. Le QJX 10 est de 37 m3/s et le QJX 20 de 43 m3/s. Quant au QJX 50, il est de 50 m3/s.
Durant la période 1971-2005, le débit journalier maximal enregistré à la station de Saint-Denis-lès-Martel a été inférieur à 43,4 m3/s le 6 juillet 2001. Il s'agissait donc d'une crue d'ordre vicennal, c'est-à-dire destinée à se reproduire en moyenne tous les vingt ans. La plus haute valeur du débit instantané maximal enregistré a été de 43,8 m3/s le 15 août 1993. Il est à noter que ces valeurs maximales se sont produites en période d'étiage.

### Lame d'eau et débit spécifique
La lame d'eau écoulée dans le bassin de la Tourmente est de 330 millimètres annuellement, ce qui est très inférieur à celle du bassin versant de la Dordogne (528 millimètres par an). Le débit spécifique (ou Qsp) se monte à 10,4 litres par seconde et par kilomètre carré de bassin.

## Environnement
Dans sa partie aval, depuis la gare de Saint-Denis-près-Martel (commune de Saint-Denis-lès-Martel et jusqu'à sa confluence avec la Dordogne, la Tourmente s'écoule dans une zone protégée au titre du réseau Natura 2000 pour préserver la présence de la loutre d'Europe (Lutra lutra) et pour favoriser la migration et le frai de plusieurs espèces de poissons, notamment la bouvière (Rhodeus sericeus amarus), le chabot commun (Cottus gobio), la grande alose (Alosa alosa), la lamproie de Planer (Lampetra planeri), la lamproie marine (Petromyzon marinus), le saumon atlantique (Salmo salar), et le toxostome (Chondrostoma toxostoma).
Sur la commune de Turenne, la Tourmente est longée sur un peu plus d'un kilomètre par le sentier de grande randonnée GR 46, et elle est franchie par le GR 480 au niveau de la route départementale 150.

## Monuments ou sites remarquables à proximité

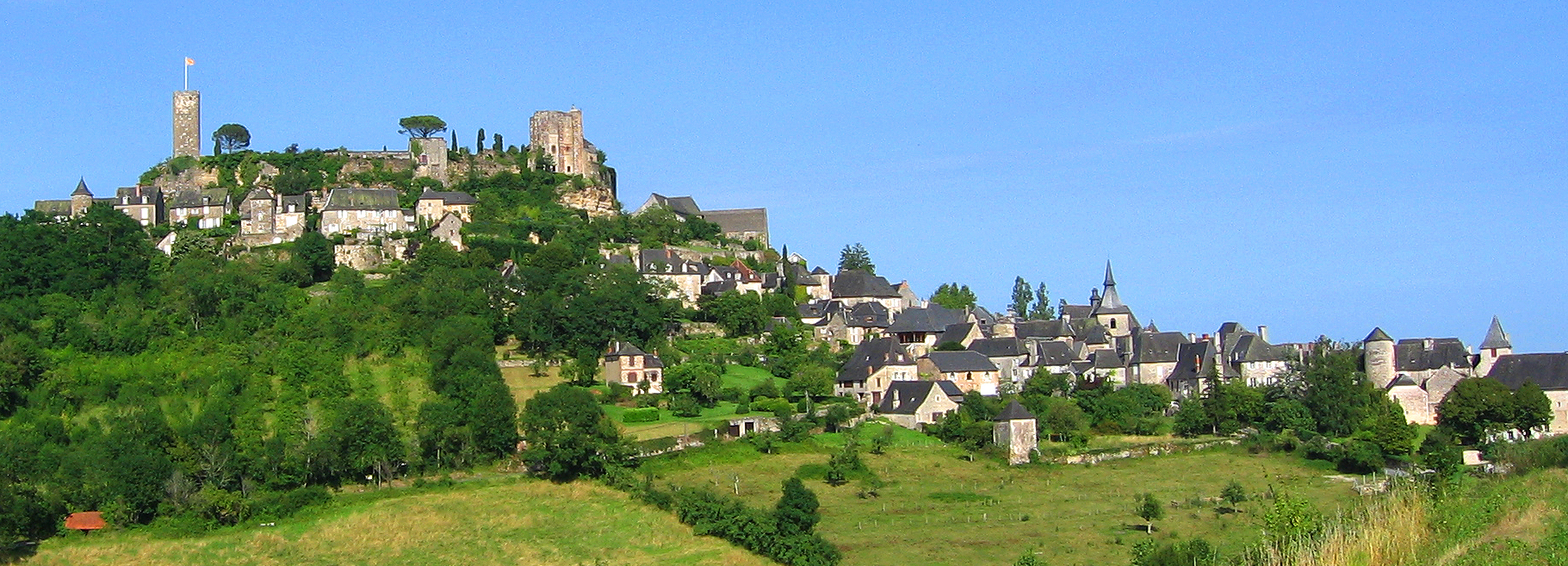
Le village de Turenne.

- Turenne fait partie de l'association Les Plus Beaux Villages de France, avec des édifices qui s'étagent en cascade du XIIIe au XVIIe siècle :
  - les vestiges de l'ancienne forteresse : la tour de César, XIIIe et XIVe siècles, et la tour de l'horloge, XIVe siècle[12] ;
  - l'église paroissiale Saint-Paul[13] avec son retable et son maître-autel du XVIIe siècle ;
  - l'ancienne chapelle des Capucins, XIIe au XVIIe siècle[14] ;
  - nombre de maisons nobles médiévales et Renaissance, parmi lesquelles la maison Ceyroux du XVe siècle[15], la maison Duché du XVIe siècle[16], ou encore la maison Livet du XVe siècle[17].
- Le château de Croze à Sarrazac[18].
- À Cavagnac,
  - le château de Cavagnac[19] ;
  - l'église Notre-Dame-de-l'Assomption des XIIe et XIVe siècles[20].
- Le site archéologique de la fontaine de l'Oulié à Saint-Denis-lès-Martel[21].